# Ornithogalum algeriense
Ornithogalum algeriense är en sparrisväxtart som beskrevs av Claude Thomas Alexis Jordan och Jules Pierre Fourreau. Ornithogalum algeriense ingår i släktet stjärnlökar, och familjen sparrisväxter.

## Underarter
Arten delas in i följande underarter:
- O. a. algeriense
- O. a. atlanticum